# Verdrag van Perth

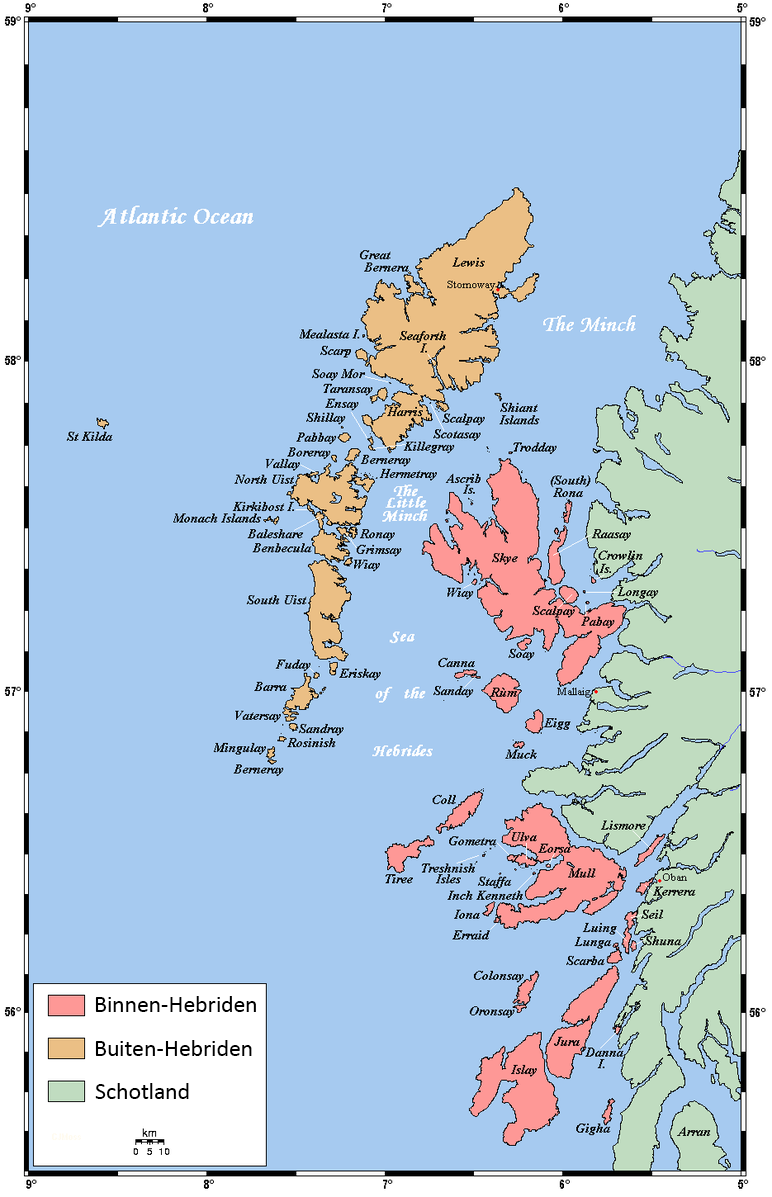
Hebriden

Het Verdrag van Perth, ondertekend in Perth in 1266, beëindigde de Schots-Noorse Oorlog.
In het verdrag werd besloten dat het koninkrijk Schotland de Hebriden en het eiland Man kreeg. Voor deze twee gebieden betaalde Schotland 4000 mark en een jaarlijks bedrag van 100 mark. Dit jaarlijkse bedrag van 100 mark is ook gedurende een aantal decennia betaald. Bij het verdrag werd vastgesteld dat de Shetland- en de Orkneyeilanden aan Noorwegen werden toebedeeld. Deze twee eilandengroepen zijn nu een onderdeel van het Verenigd Koninkrijk.